# برکوویتسا
برکوویتسا شهری در استان مونتانا کشور بلغارستان است که جمعیت آن در سال ۲۰۰۱ میلادی ۱۵٬۴۵۹ نفر بوده‌است.